# Sigela holopolia
Sigela holopolia är en fjärilsart som beskrevs av Dyar 1914. Sigela holopolia ingår i släktet Sigela och familjen nattflyn. Inga underarter finns listade i Catalogue of Life.